# Франк Ведекинд
Франк Ведекинд (Хановер, 24. јул 1864 — Минхен, 9. март 1918) је био немачки књижевник и глумац.
Почео је као новинар и глумац, пишући песме и пантомиме. Његова прва драма Пролећно буђење уједно је и његово најпопуларније дело. Већину и најважнији део његове књижевне продукције чине драме у којима главно место заузима свет нагона и страсти. Позива се и на малограђански морал и друштвене конвенције и установе које описују детаљно човекову искосну страст и љубав.
Ведекинд има велико значење за развитак експресионизма у немачкој драматургији, а извршио је и велики утицај на многе писце у средњој Европи.

## Најважнија дела
- Буђење пролећа, 1891.
- Дух земље, 1895.
- Дворски певач или Тенорист, 1899.
- Маркиз од Кејта, 1901.
- Пандорина кутија, 1904.
- Музика, 1906.
- Плес смрти, 1908.
- Замак Ветерштајн, 1910.
- Франциска, 1910.
- Бисмарк, 1916.
- Херакло, 1917.